# Ridderslag

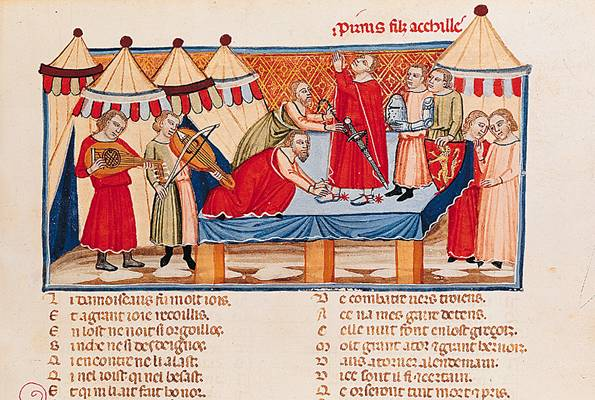
Miniatuur in Roman de Troie van Benoît de Sainte-Maure ca. 1160

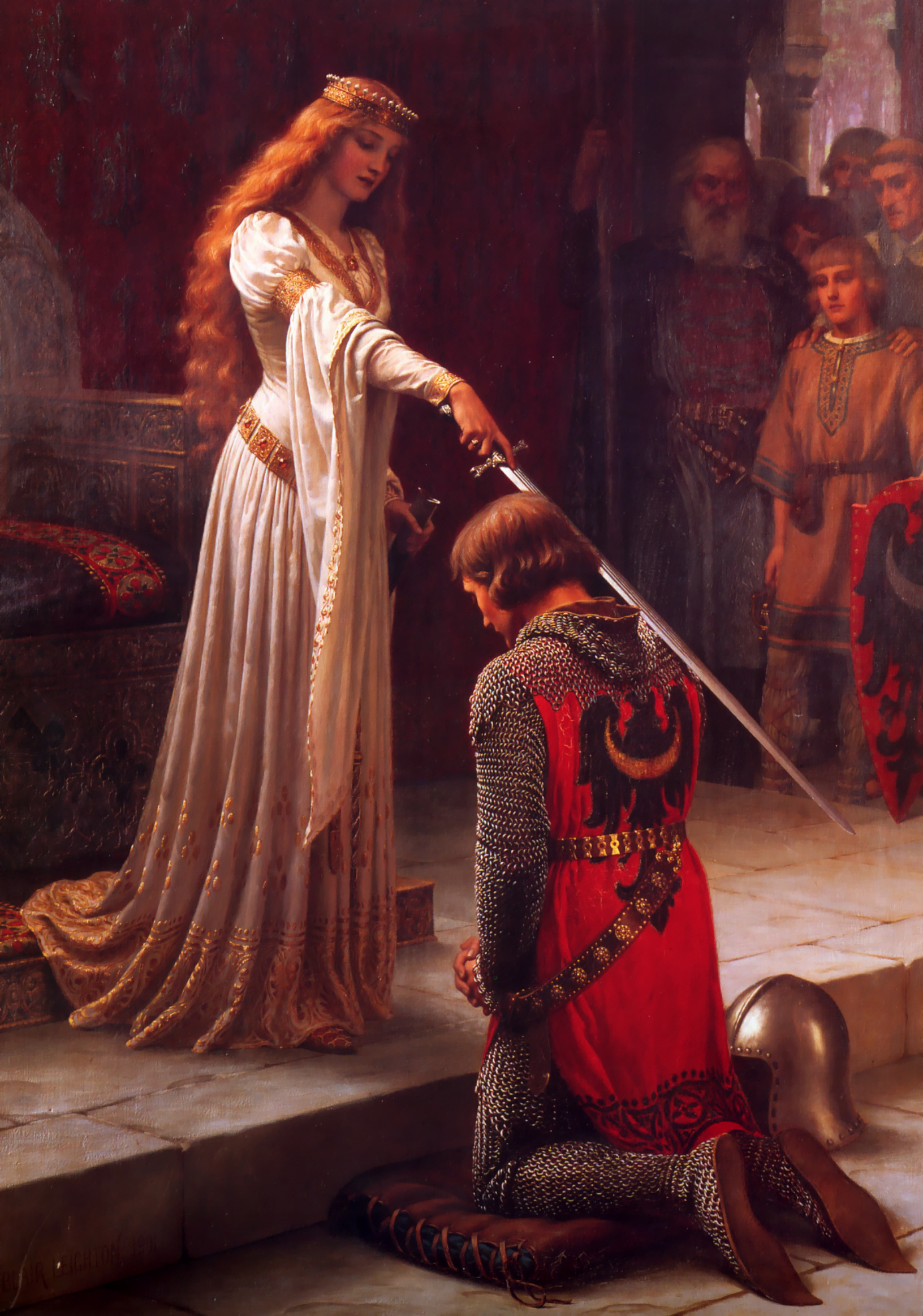
De Ridderslag (olieverf op doek, Edmund Leighton, 1901), een Prerafaëlietisch schilderij

Een ridderslag of accolade is het verlenen door een (adellijk) heer van de ridderlijke waardigheid door middel van het leggen van diens zwaard op beide schouders van een persoon. Het woord 'accolade' verwijst hierbij ook naar de omhelzing die iemand die de ridderslag kreeg van degene die hem tot ridder sloeg tijdens de ceremonie.

## Herkomst
De voorloper van de ridderslag is het oud-Germaanse gebruik van het zwaard omgorden van een (jonge)man die zich op het slagveld heeft bewezen.
In de  achtste eeuw mag iedere ridder iemand die zich verdienstelijk heeft gemaakt op het slagveld tot ridder verheffen. Toetreding tot deze stand is dan betrekkelijk eenvoudig hoewel niet iedere ridder hiermee automatisch van adel is. Veel leden van de ministerialiteit waren wel ridder maar niet van adel.
De ridderslag wordt pas in de veertiende eeuw ingevoerd, als de zwaardomgording haar betekenis heeft verloren. In de loop van die eeuw wordt de ridderslag een uiting van klassenbewustzijn en sociale apartheid van de ridderstand. Voorwaarde wordt dat nieuwe ridders van adellijke geboorte moeten zijn. Het is een bevestiging van het feit dat zij tot de heersende klasse behoren.

## Een gesloten klasse
Vanaf de 12e eeuw ontwikkelt de adel zich tot een gesloten klasse. Alleen iemand van ridderlijke afkomst kan ridder worden. Keizer Frederik I Barbarossa verbiedt met nadruk dat zonen van priesters en boeren de gordel dragen. In het Heilige Roomse Rijk wordt de ridderlijke bovenlaag in zes of zeven zogenaamde heerschildrangen van verschillend aanzien gesplitst. Het verschil tussen rijksaristocratie en andere adel wordt dan geformaliseerd.

## De ridderslag in Nederland
De Nederlandse Ridderorden kennen weinig of geen ceremonieel en ook een ridderslag met een zwaard wordt niet gegeven. Alleen de Militaire Willems-Orde kent een bijzonder ritueel waarbij de Koning of Koningin de nieuwe Ridder met de vlakke hand stevig op de schouder slaat. Een handeling die door de overige aanwezige Ridders wordt herhaald.

De Ridderlijke Duitsche Orde in de protestantse Balije Utrecht kent geen accolade maar in de Katholieke Souvereine Militaire Hospitaalorde van Sint Jan van Jeruzalem en Malta wordt een nieuwe Ridder door de Baljuw drie maal met het plat van het zwaard van de oudste van de te installeren expectant-ridders op de rechterschouder 'geslagen'.

De Landcommandeur van de protestantse Johanniterorde laat de te installeren Rechtsridders voor hem neerknielen en slaat hen driemaal op de linkerschouder met de woorden "met deze drie slagen sla ik u tot Rechtsridder en geef U alle rechten die een Rechtsridder in de Johanniter Orde in Nederland bezit"